# Aero 30

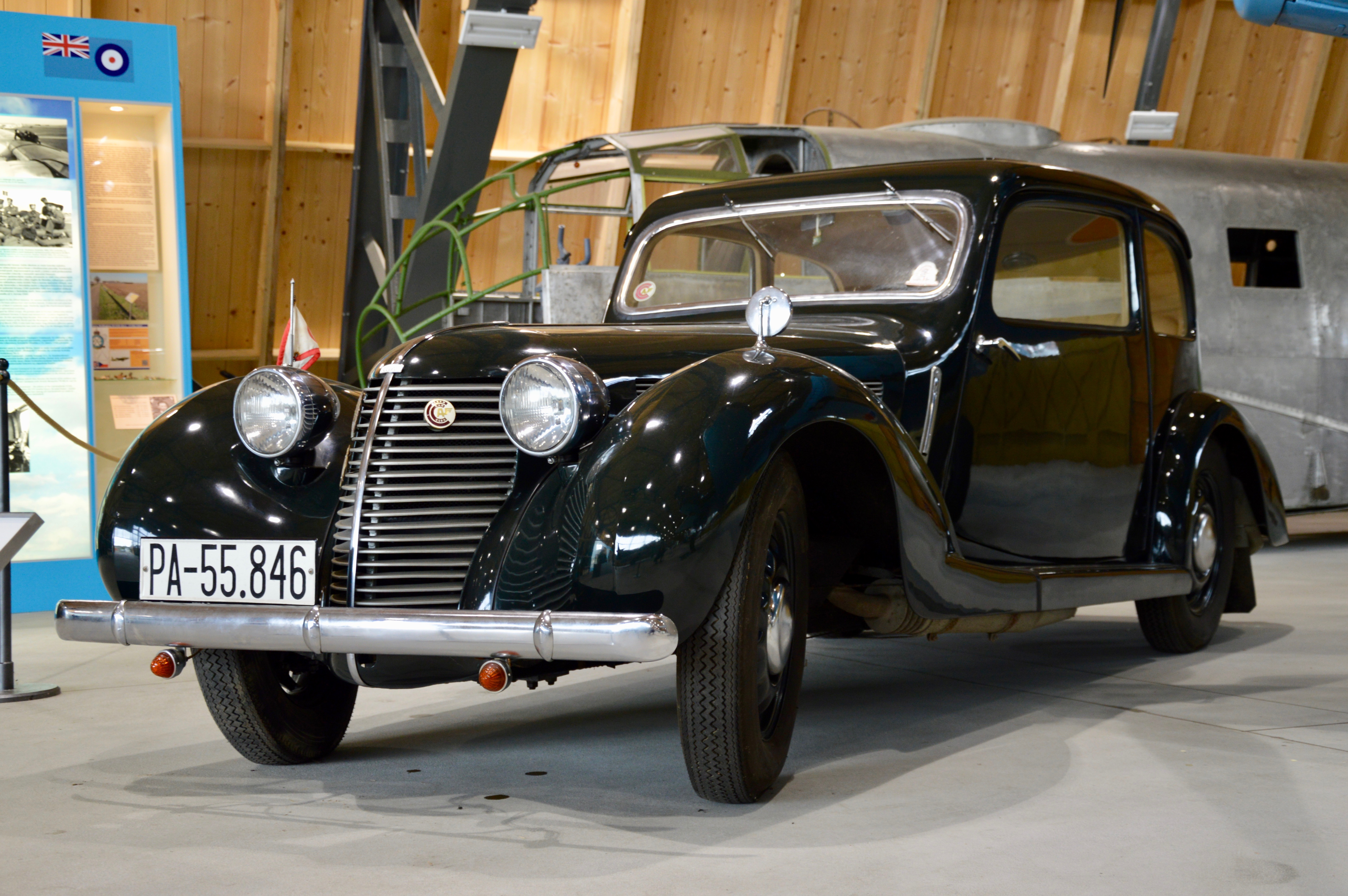
1939-es évjáratú limuzin változat

Az Aero 30 a csehszlovák Aero repülőgépgyár személygépkocsija volt, amelyet 1934–1947 között gyártottak. Ez volt az Aero első olyan modellje, amely elsőkerék-meghajtással rendelkezett, egyúttal a gyár legsikeresebb, legnagyobb mennyiségben előállított modellje. Összesen 7425 darabot gyártottak belőle. Készült hagyományos limuzin, nyitott sport és kisteherszállító változatban is. 1939-től a Sodomka által készített módosított karosszériával gyártották. A típusjelzésben a 30-as szám a motorteljesítményre (30 LE) utal.

## Története
Az Aero repülőgépgyár 1929-ben kezdett el autókat is gyártani. Az első modellek (Aero 500, Aero 662, Aero 1000) után 1931-ben kezdték el egy újabb, modernebb és nagyobb modell tervezését. Kezdetben két konkurens terv létezett. Az egyiket Břetislav Novotný, az első Aero modellek tervezője készítette. Ez a korábbi modellek továbbfejlesztett változatának tekinthető erősebb motorral felszerelve. A másik tervet Josef Bašek, az Aero üzemvezetője készítette. Bašek terve teljesen új koncepción alapult és mellsőkerék-meghajtással rendelkezett. A karosszéria formatervét Josef Voříšek készítette. Ezt a modellt 1933 nyarán mutatták be az Aero tulajdonosának,  Vladimír Kabešnek, aki támogatta a mellsőkerék meghajtás alkalmazását és a cég vezetése a két tervezet közül Bašek előremutató koncepcióját fogadta. Ennek prototípusa 1934-re készült el.
Az Aero 30-t 1934 áprilisban a Párizsi Autószalonon mutatták be először a nyilvánosság előtt. A gyár először a kétajtós, nyitott sportváltozatot hozta forgalomba kétféle kivitelben. Mindkettő vászontetővel rendelkezett. A vezető melletti nagy ülésen – szűkösen ugyan, de – két utas fért el, és további két utas foglalhatott helyet a hátsó üléseket. A nyitott sportváltozat vászontetővel rendelkezett. 1939-ben megjelent egy háromszemélyes nyitott sportváltozat is. Ennél az elülső két ülés (vezető és utas) mögött egy harmadik, oldalra néző ülés is volt. Használaton kívül ezt egy fémlemezzel lehetett elfedni. A sportváltozat mellett elkészült a kétajtós limuzin változat is, amely négy személy szállítására volt alkalmas. A sportautó 23 500 koronába, a limuzin 25 800 koronába került.
Az Aero 30 számos korabeli versenyen, autós túraversenyen (mint pl. az 1000 csehszlovák mérföld) és reklámcélú túrán vett részt. 1934-ben egy korai gyártású ötszemélyes sportváltozattal František Alexander Elstner újságíró, író és utazó a feleségével és három barátjával Skóciába, Loch Nessbe utazott. Az utazásról Elstner 1935-ben könyvet adott ki. 1935-ben Bohumil Turek egy Aero 30-assal a Szovjetunióban tett 10 ezer km-es autós túrát.
1935-ben kisebb módosításokat hajtottak végre az Aero 30-on. Könnyebb keréktárcsákat. rugalmas motortartó bakokat, áramvonalasabb, krómozott fényszórókat, valamint az ajtó előtti részen a karosszériába süllyesztett mechanikus irányjelzőket kapott. A limuzin karosszériája is több helyen lekerekített formájú lett. 1936-ban egy ívelt tetővel rendelkező zárt karosszériás változatok jelentek meg, köztük a Sodomka által készített karosszériák is.
1936-1937-ben az Aero 225 darab nyitott, négyszemélyes Aero 30-t szállított a csehszlovák hadseregnek, ahol vezérkari és fitár feladatokra használták őket. 1937-ben a fékek jobb hűtését biztosító küllős kerekekkel felszerelt Aero 30-asok jelentek meg. Ugyanebben az évben elektromágnessel kapcsolható  szabadonfutóval is ellátták a járművet. Ez lejtőn haladásnál üzemanyag-megtakarítást tett lehetővé.
1939-ben átdolgozott karosszériát kapott az Aero 30. Ennek legmarkánsabb eleme a lekerekített orr rész volt vízszintes osztású hűtőráccsal, amely modernebb megjelenést kölcsönzött a járműnek.
1939–1942 között a német megszállás alatti időszakban az Aero 30 kisteherszállító, platós változatát gyártották, amely az elülső zárt kabinban két személy, a teherplatón 300 kg teher szállítására volt alkalmas. Összesen 650 darab ilyen kisteherszállító változatú Aero 30-as készült.
A háború után a gyár még kb. 500 darab Aero 30 limuzint készített.

## Műszaki jellemzői
Motorja egy folyadékhűtéses, kéthengeres, kétütemű benzinmotor. A motor hengerűrtartalma 998 cm³, a hengerek furata 85 mm, lökete 88 mm. A motor 3000 fordulat/perces fordulatszámnál 30 LE maximális teljesítmény leadására volt képes. A motorra egy Amal vagy Solex gyártmányú porlasztót szereltek. Az üzemanyag benzin és kenőolaj 1:30-as arányú keveréke. Az üzemanyagtartály kapacitása 45 liter. A motor üzemanyag-fogyasztása 10,5 l/100 km. A hűtőrendszerben 16–18 l hűtőközeg kering. A motor egy egytárcsás száraz tengelykapcsolón keresztül kapcsolódik a háromfokozatú sebességváltóhoz.